# 캘배재르구
캘배재르구(아제르바이잔어: Kəlbəcər rayonu)는 아제르바이잔 서부에 위치한 구로 행정 중심지는 캘배재르이며 면적은 1,936km2, 인구는 53,962명이다. 서쪽으로는 아르메니아와 국경을 접한다. 1993년 나고르노카라바흐 전쟁 이후 2023년까지 구 전역이 아르차흐 공화국(나고르노카라바흐 공화국)의 통지 하에 있었다. 구 동반부는 나고르노카라바흐 지역에 속하고 이곳은 아르차흐 공화국의 마르타케르트주로 통치되었다. 나머지 서반부는 아르차흐 공화국 당국에 의해 샤후먄주로 통치되었다.